# 杭州地铁车辆基地

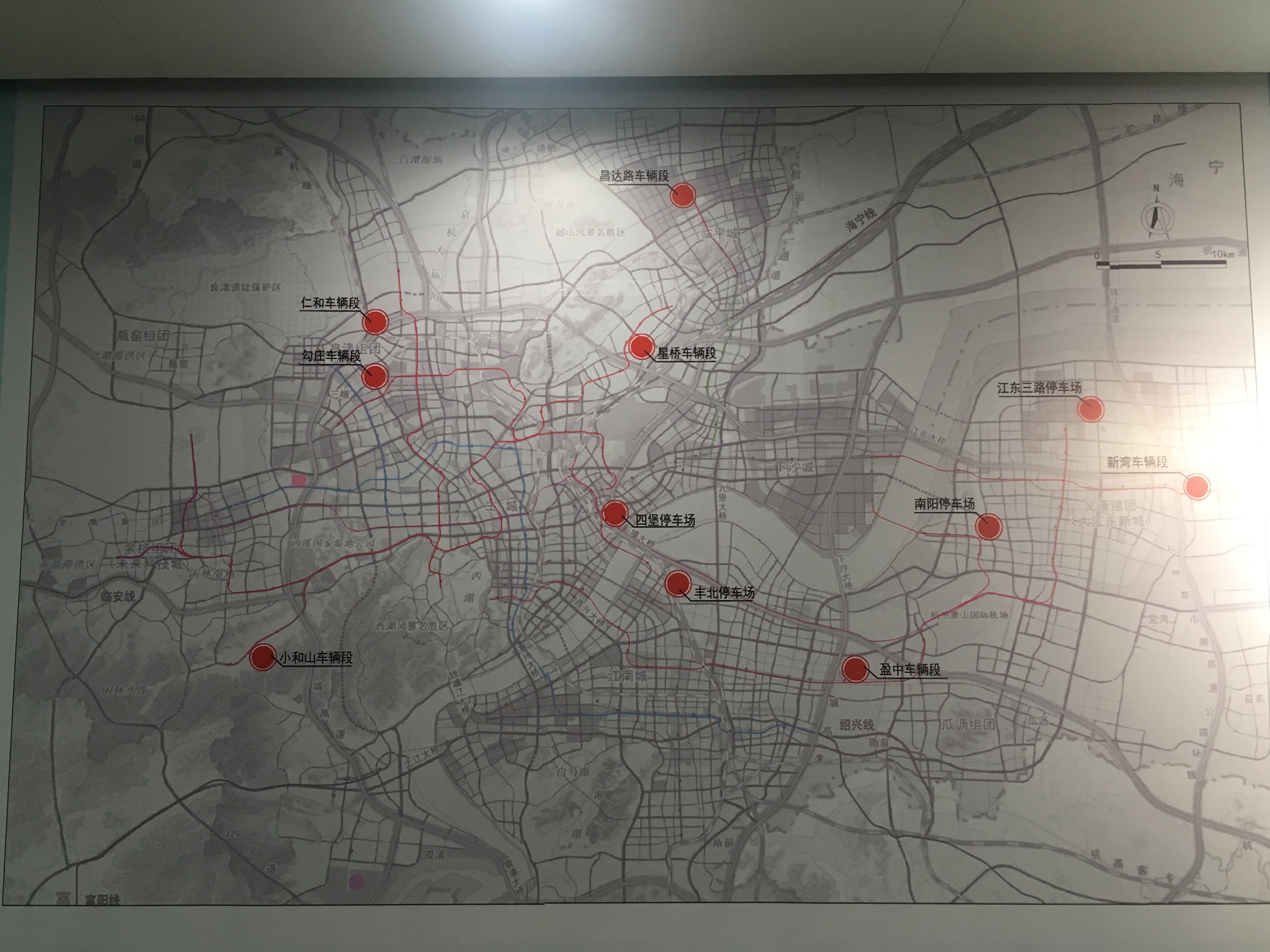
杭州地铁建设中车辆段场地图

杭州地铁规划网络较为复杂，至2022年时里程（含绍兴、海宁）将达到618公里。供列车维修养护的设施也较多。地铁列车养护场地被杭州地铁称为车辆基地，并根据中华人民共和国建设部2003年发布的《地铁设计规范》（GB50157-2003），分为车辆段和停车场。
目前杭州地铁共有12個車輛段和9個停車場正在使用。

## 使用中

### 1号线

#### 七堡车辆段
七堡车辆段位于七堡站北侧，接轨于彭埠站和九和路站,承担1号线列车的停放和各类养护。车辆段上方有上盖物业"绿城杨柳郡"。

#### 湘湖停车场

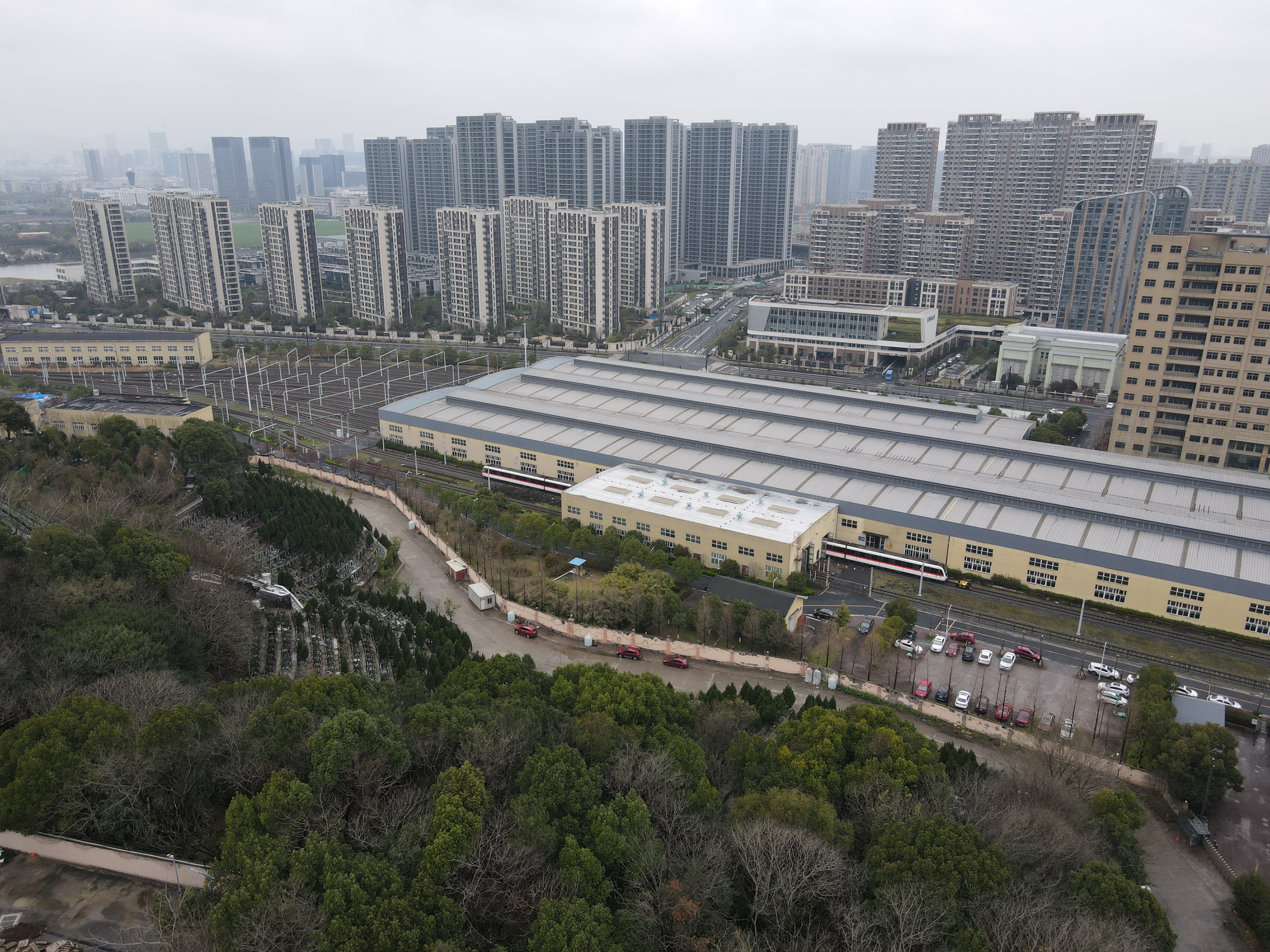
湘湖停车场鸟瞰

湘湖停车场位于湘湖站西侧，接轨于湘湖站，用于1号线列车的停放和日常养护。

#### 南阳停车场
南阳停车场位于临鸿南路东侧，永丰直河西侧，艮山东路北侧，南义路南侧。接轨于南阳站。工程内设停车列检库、不落轮镟轮库、洗车调车线、跟随所、临修库等10个单体工程，总建筑面积83395㎡，其中运用库建筑面积30281.5m²。

### 2号线

#### 蜀山车辆段
蜀山车辆段在朝阳站以南，接轨于朝阳站，用于2号线列车的停放和各类养护，同时承担4号线列车的高级养护工作。

#### 双桥停车场
双桥停车场位于良渚站南侧，接轨于良渚站，用于2号线列车的停放及日常养护。

### 3号线

#### 星桥车辆段

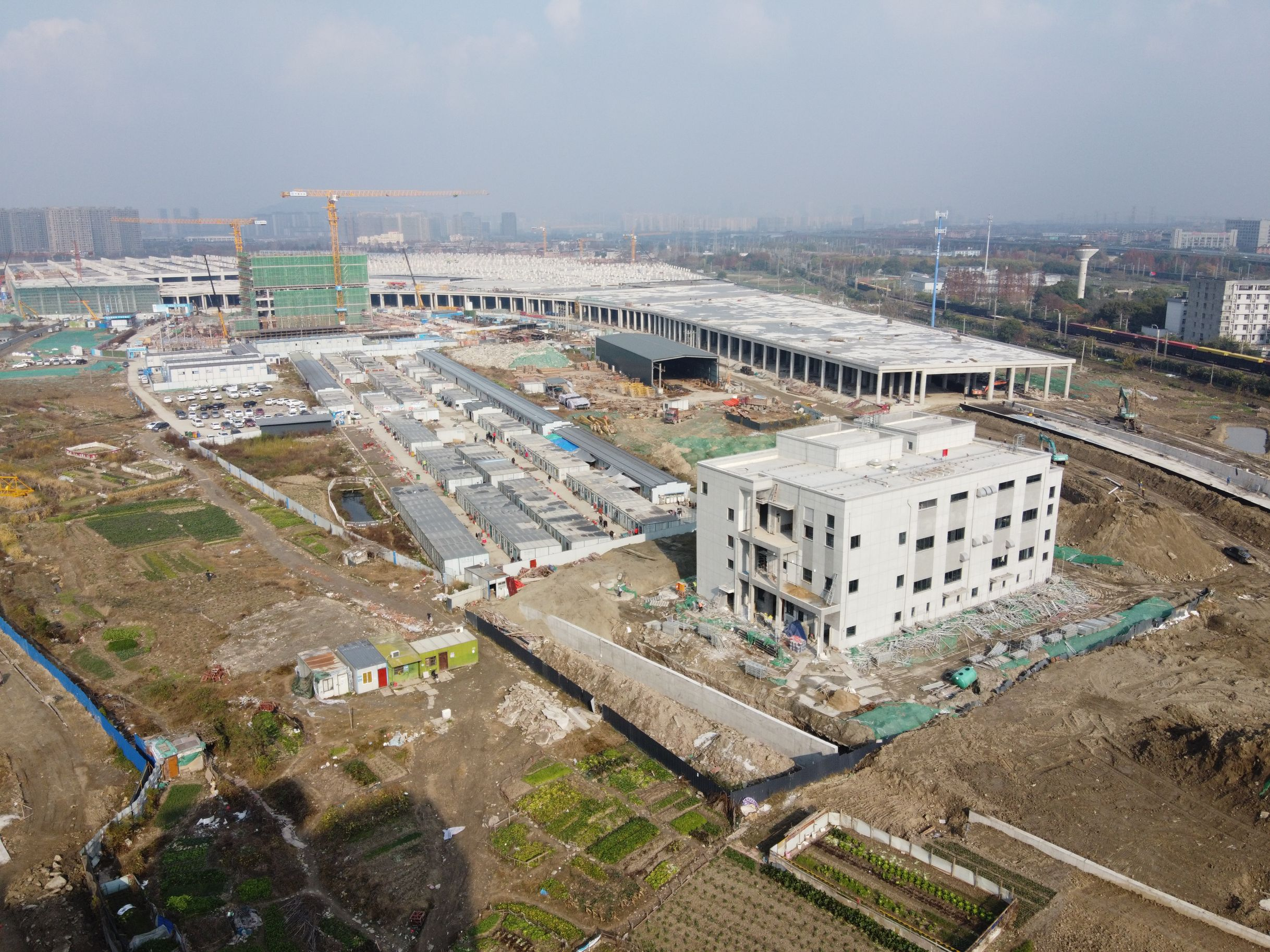
建设时期的星桥车辆段

星桥车辆基地项目位于临平区星桥街道，临丁路东侧，华丰路西侧，沪昆铁路线路西侧，绕城高速公路北侧地块内。接轨于华鹤街站和丁桥站，选址呈菱形，长约 1.5km，宽约 610m，用地面积378058.2㎡。定位为大架修段，采用运用库与联合检修库并列式布置。运用库布置在场区中部，包括停车列检库、周月检库和运转楼。停车列检库布置 27 股道；周月检库布置在停车列检库西侧，停车能力 59 列位。联合检修库布置在运用库西侧，由吹扫库、静调库、定/临修库、大/架修库、移车台、车体检修区组成。主要用于3号线地铁车辆的停放、清洗、检查、整备、运用和修理等。出入线 U 型槽(含上盖坡道)段长度 201.104m，暗埋矩形隧道段长度 173.65m。

#### 小和山停车场
小和山停车场位于屏峰站和小和山站之间，接轨于屏峰站。选址呈平行四边形，长度780m，宽度232m，征地面积 15.24公顷。选址南侧为纵十五路，西侧为留和路，北侧为规划纵十一路。
小和山停车场总平面布置以运用库为主体，采用尽端式布置方式。停车列检库布置12股道;周月检库设2股道，总停车能力24列位。工程车库设在喉区东侧，设2股道工程车停放线，在工程车库旁边设材料装卸线及材料堆场。洗车库布置在出入段线西侧，采用八字往复式布置形式，列车入段洗车，洗车后通过交叉渡线进入运用库。在洗车库南侧设置污水处理站。

### 4号线

#### 七堡停车场
七堡停车场位于七堡站北侧，接轨于彭埠站，承担4号线列车的停放和日常养护。停车场上方有上盖物业"绿城杨柳郡"。

#### 勾庄车辆段
勾庄车辆段在杭州市余杭区，接轨于好运街站和金家渡站。设有停车列检库、联合检修库、洗车库、调机库、工程车库、不落轮镟库和轮对检测棚等。

### 5号线

#### 五常车辆段
五常车辆段位于五常站北侧，接轨于永福站和蒋村站，用于5号线列车的停放和各类养护。车辆段上方有上盖物业"万科天空之城"。

#### 姑娘桥停车场
姑娘桥停车场位于姑娘桥站东侧，接轨于姑娘桥站，用于5号线列车的停放和各类养护。

### 6号线

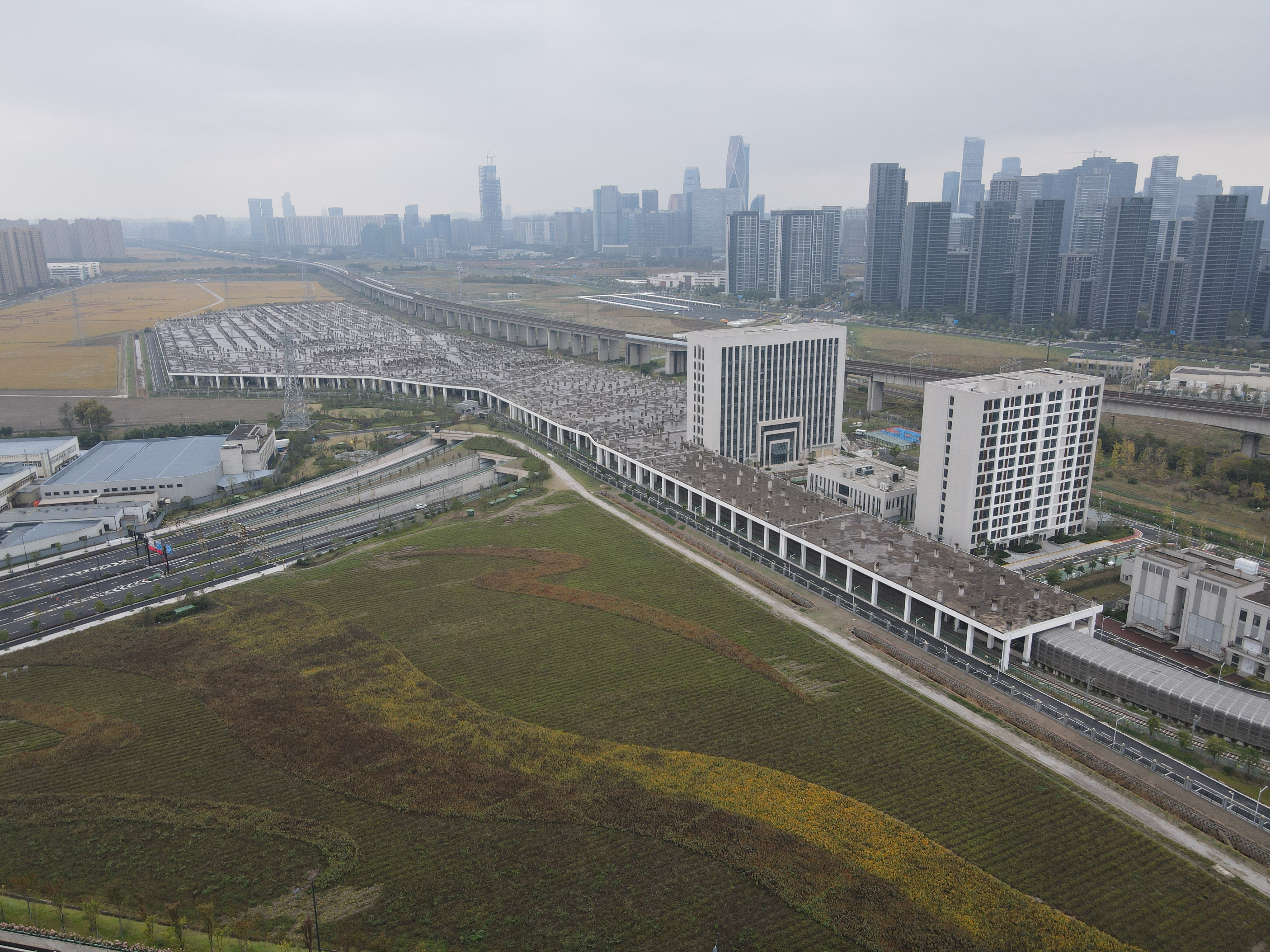
丰北停车场鸟瞰

#### 双浦车辆段
双浦车辆段位于双浦站南侧，科海南路旁，接轨于双浦站，为6号线的定修段，总面积22万平方米，设有定修1列位、双周三月检3列位、停车列检44列位。车辆段单线铺轨总长14.485km，其中库内线整体道床8.732km，库外线碎石道床5.753km，铺设单开道岔42组，交叉渡线2组。车辆段上方预留TOD开发和站点出入口。

#### 丰北停车场
丰北停车场位于萧山区盈二村，丰北站东北侧，19号线平澜路站西南侧，接轨于丰北站，占地19.85公顷，丰北停车场主要承担6号线部分配属车辆的临修、双周三月检、列检、停放，车辆的外部洗刷、内部清扫及定期消毒，司乘人员每日出、退勤的技术交接；承担部分配属材料、备品、物料的存放及管理；配合本线系统设备综合维修中心，承担综合维修工区功能。停车场预留上盖开发条件。

### 7号线

#### 盈中车辆段
盈中车辆段位于杭金衢高速以东，建设四路以北，大治河以西，盈中村村落民宅以南合围地块内。占地21.47公顷，接轨于合欢路站，功能定位为定修段，其中大架修资源利用8号线新湾车辆基地。盈中车辆段承担7号线列车的定临修、双周三月检任务，车辆外部洗刷、内部清扫及定期消毒，司乘人员每日出、退勤前的技术交接，运用车辆的日常保养。车辆段拟进行上盖开发。

#### 江东三路停车场
江东三路停车场位于青六线以东，规划江东三路以北，规划头蓬快速路以西，四工段横河以南所围地块内，占地25.66公顷，接轨于江东二路站。江东三路停车场承担7号线双周三月检任务及车辆的外部洗刷、内部清扫及定期消毒，司乘人员每日出、退勤前的技术交接，运用车辆的日常保养等。原则同意停车场总体布局设计。停车场拟进行上盖开发。

### 8号线

#### 新湾车辆段
新湾车辆段位于钱塘区临江大道（规划河景路）以北、苏绍高速以东、江东大道以南、梅林大道以西地块，沿梅林大道呈南北向布置。接轨于新湾路站。为两列位尽端式布置，整体进行上盖开发。运用库由停车列检库、周月检库、辅跨组成。设置36 列位停车列检位，同时设置周月检 4 列位。
检修库倒装设置于运用库南侧，由大架修库、架临修库、定修库、静调库、吹扫库及辅助检修车间组成。库内设大架修线 3 条，定修线 2 条，临修线 1 条，静调线、吹扫线各 1 条。试车线设置于段址西侧，紧挨八工段直河布置，动调试验间设置于试车线北侧旁边。长 1187m，可进行80km/h速度车辆试车。用于8号线列车的停放和各类养护，同时承担 7、8、13 号线列车的大架修任务。

### 9号线

#### 昌达路车辆段
昌达路车辆段位于余杭区东湖街道，位于龙安站北侧，接轨于龙安站，采用“地铁+物业”上盖开发模式。上盖结构为一层，（顶标高有9m、15m），施工上盖投影面积约13.4万m2，总建筑面积约14.7万m2。其中，主要包括停车列检库、联合检修库单体建筑、上盖盖板及上盖范围内的路基及站场工程、装饰装修及昌达路车辆段盖下范围风水电安装工程、道路工程、轨道工程、接触网工程及盖下综合管线敷设工程。

### 10号线

#### 仁和车辆段
仁和车辆段位于余杭区良渚街道及仁和街道，杭州绕城高速公路北侧，仁和大道西侧地块，逸盛路站西北侧。接轨于逸盛路站。用地面积371984㎡，总建筑面积272318.5㎡，其中地上建筑面积258605.5㎡，地下建筑面积13713.0㎡；机动车停车位417个。上盖有安置房项目。
根据线网规划，仁和车辆段为定修段，厂架修与3号线、5号线共享5号线五常车辆基地承担，但由于10号线采用A型车，3号线和5号线采用AH型车，已无法与3、5号线共享厂架修资源，故10号线单独设置厂架修车辆段，并为环湖线（已取消）与杭德城际预留厂架修条件。同时承担本线车辆的定修、临修、双周三月检任务和停车列检等任务。

### 16号线

#### 上泉车辆段
上泉车辆段位于九州街站西南，临安上泉村范围，杭徽高速以南，玲珑山路以东，接轨于九州街站，总占地22万平方米，分为库区、出入线和试车线等区块。用于16号线列车的停放及各类养护。

### 19号线

#### 仓前车辆段
仓前车辆段位于苕溪站北侧，接轨于苕溪站，用于19号线列车的停放及各类养护。

#### 靖江停车场
靖江停车场位于永盛路站东侧，接轨于永盛路站，用于19号线列车的停放。

## 建设中

### 9号线

#### 四堡停车场

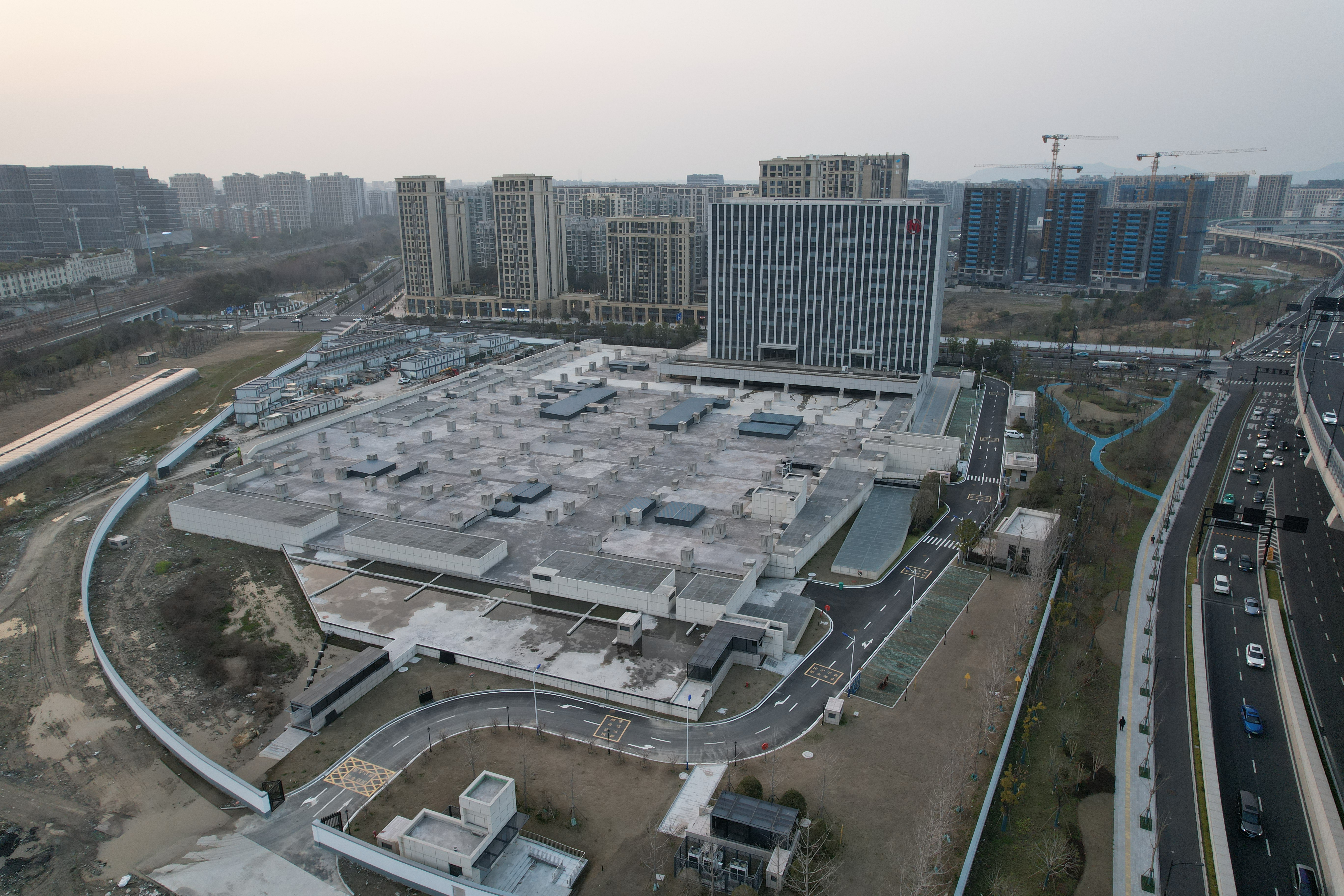
建设中的四堡停车场，2024年3月

四堡停车场位于上城区沪杭甬高速公路、昙花庵路、浙赣铁路及杭甬客专铁路群合围地块，御道站西北侧，机场快线地下转高架段U形槽东北侧。总用地面积 10.17 公顷，是杭州地铁首座半地下停车场，接轨于五堡站。其中运用库、咽喉区及区间风井位于地下，综合楼、主变电所、门卫室位于地上，设有双周三月检 2 列位、停车列检 12 列位，建筑面积地下部分约7万平方米，地上部分约1.9万平方米，于2020年10月27日开工。造价为177.9776亿元人民币

### 18号线

#### 乔司车辆段
乔司车辆段位于杭州市临平区，留石高架路以东、星河南路以西、规划星都大道以南的地块内，分别接轨于文正街站和永玄路站。承担18号线及17号线配属列车的大修、架修任务，18号线列车的定修任务，部分配属列车的临修、三月检、双周检、停放、列检、乘务、洗刷清扫和定期消毒等日常维护保养及运用任务。设有大架修 3 列位，定修 2 列位；临修 1 列位；双周三月检 4 列位、停车列检 36 列位（远期预留 8 列位）；调机及工程车 16 列位；车辆段预留上盖物业。设置运用库、检修主厂房、洗车库、镟轮库、物资总库、杂品库、牵引混合变电所、污水处理站、咽喉区、综合楼、门卫 1、门卫 2 及垃圾用房等；总建筑面积约 15 万平米。计划 2027 年 9 月建成投入运营。